# Comarnic
Comarnic é uma cidade da Romênia localizada no distrito de judeţ no condado de Prahova. Tem uma população de 13 532 habitantes.[carece de fontes?]